# Charles Godtschalck

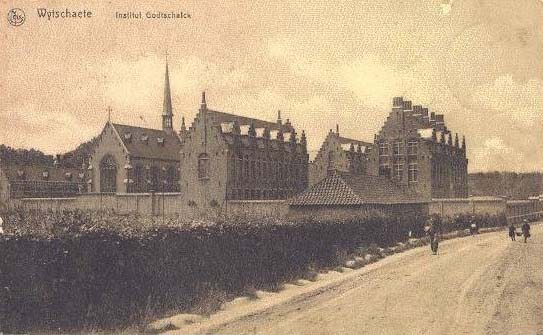
De in 1914 vernielde landbouwschool in Wijtschate.

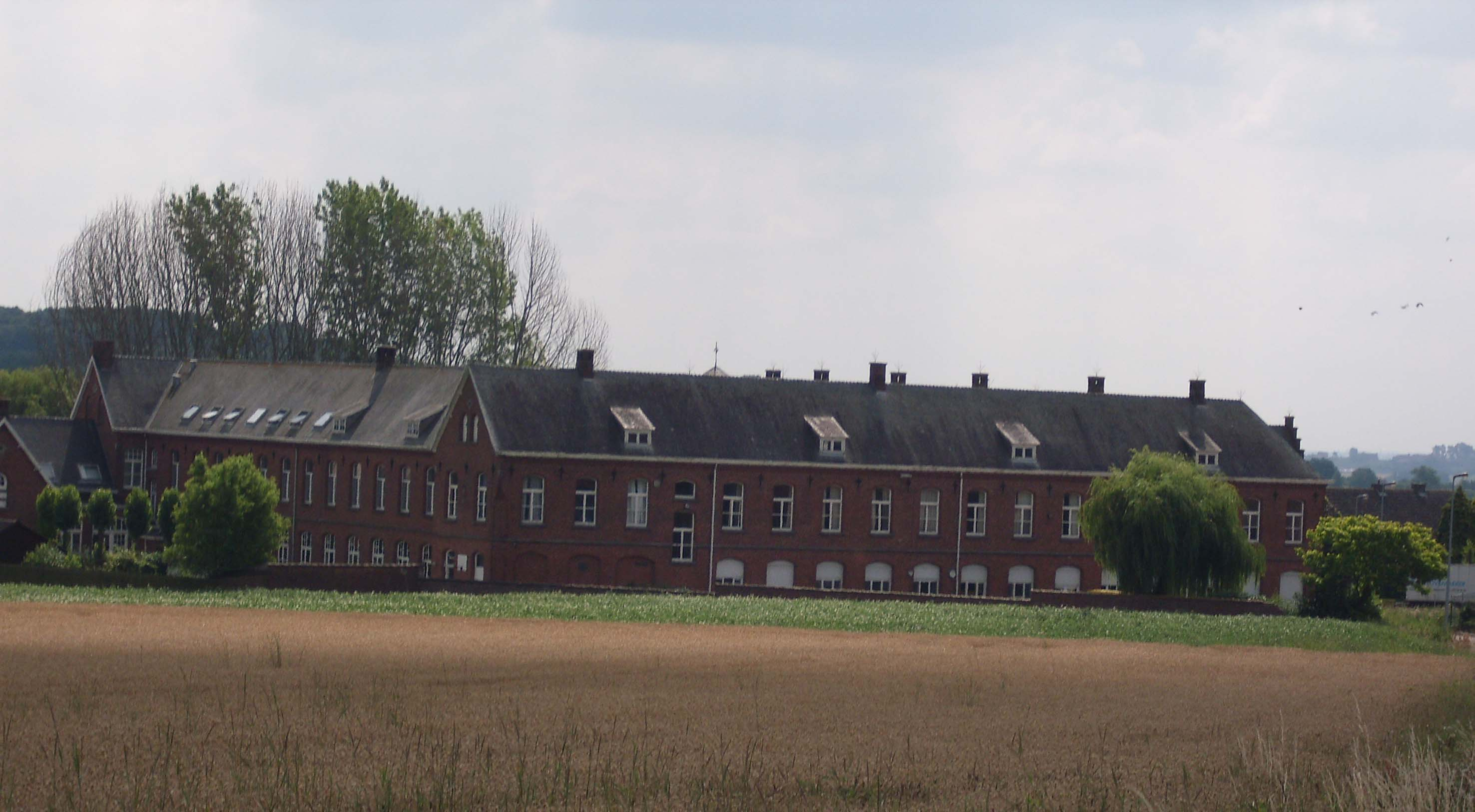
Huize Godtschalck in Loker.

Jonkheer Charles-Frédéric-Liévin Godtschalck (Gent, 13 december 1809 - Zillebeke, 17 februari 1892) was een weldoener die bij testament (1885) zijn vermogen schonk aan de Burgerlijke Godshuizen van Ieper, de voorloper van het huidige OCMW.

"Ik stel aan voor mijn algemenen begiftigen de Burgerlijke Godshuizen van Yper met last van een gesticht van landbouwopvoeding te maken waar men aannemen zal de wezen en verlaten kinderen eerst van de stad Yper, dan van het arrondissement en deels van de provincie.
Men zal het gesticht volledigen volgens dat de middelen zulks toelaten, met er bij te voegen of te stichten eene keukenschool voor weezen en verlaten meisjes.
Mijne wensch en inzichten zijn dat de kinderen in het gesticht aanveerd, er opgevoed worden met het doel ervan te maken: de jongens goede landbouwwerklieden, bekwaam tot alle hovenier- en landbouwwerk, toezieners van bosschen en eigendommen; de meisjes, goede keukenmeiden, bestiersters en huishoudsters.
Ik begeer dat dit gesticht gebouwd worde op mijnen eigendom gelegen te Wytschaete en dat het mijn naam drage.
de kost van de gebouwen zal genomen worden op de inkomsten van mijne goederen, derwijze dat het kapitaal in zijn geheel blijve."
— Onderdeel uit het testament van Charles Godtschalck

Godtschalck was in 1836 gehuwd met Sophie-Thérèse-Jeanette Vergauwen en woonde officieel in het kasteel Ter Zinkt in Munte, maar verbleef meestal in zijn buitenverblijf, kasteel Herenthagehof in Ieper. De grafkapel op het kerkhof van Munte is trouwens een schenking van de familie (1881).

## Wijtschate
Het totale geërfde vermogen werd toen geschat tussen de € 125.000 en  € 150.000 en bevatte 88 ha landerijen, 35 ha bos en inkomsten uit landpachten in België, Nederland en Frankrijk. Een van de voorwaarden was dat er in Wijtschate een landbouwschool zou opgericht worden, waar er ook plaats zou zijn voor weesjongens. In tweede instanties moest er ook een initiatief voor meisjes komen. De bouw van het Sint-Josephsgesticht begon in 1905 en werd voltooid in 1911. Deze voor die tijd moderne landbouwschool werd tijdens de Eerste Wereldoorlog in 1914 volledig vernield en niet meer heropgebouwd. Heden bevinden zich op deze plaats in de Vierstraat de sportvelden en de sporthal.

## Loker
Een instelling voor weesmeisjes kwam er in toenmalige Bergstraat in Loker, waar de Stichting Godtschalck in 1896 het leegstaande Sint-Antoniusgesticht kocht. Men startte met zes weesjes in de huishoudschool en groeide uit tot 200 leerlingen. Niet alleen wezen maar ook andere kinderen vonden er onderdak tegen betaling. Tijdens de Eerste Wereldoorlog werd alles vernield. Vanaf 1927 begon men met de wederopbouw en kende nadien wisselde bezettingen en beheerders. Heden biedt Huize Godtschalck - in de gelijknamige straat - opvang en begeleiding aan 51 kansarme kinderen en jongeren van 0 tot 20 jaar.

## Oostende
Jean-Eugène Godtschalck (1813-1880) was de broer van Charles, met het legaat van zijn dochters Helena (1850-1915) en Isabelle (1851-1912) werd in Oostende in 1925 het Zeemanshuis Godtschalck gebouwd. Tot op heden verblijven er nog altijd bejaarde zeelieden in deze instelling.